# Трули, Ричард Харрисон
Ри́чард Ха́ррисон «Дик» Тру́ли (англ. Richard Harrison 'Dick' Truly; 12 ноября 1937 — 27 февраля 2024) — лётчик-испытатель и астронавт НАСА. В 1977 году участвовал в атмосферных испытаниях аэродинамических качеств шаттлов (ALT), летал на «Энтерпрайзе». Совершил два космических полёта: в качестве пилота на шаттле «Колумбия» — STS-2 и в качестве командира экипажа на шаттле «Челленджер» — STS-8.

## Рождение и образование

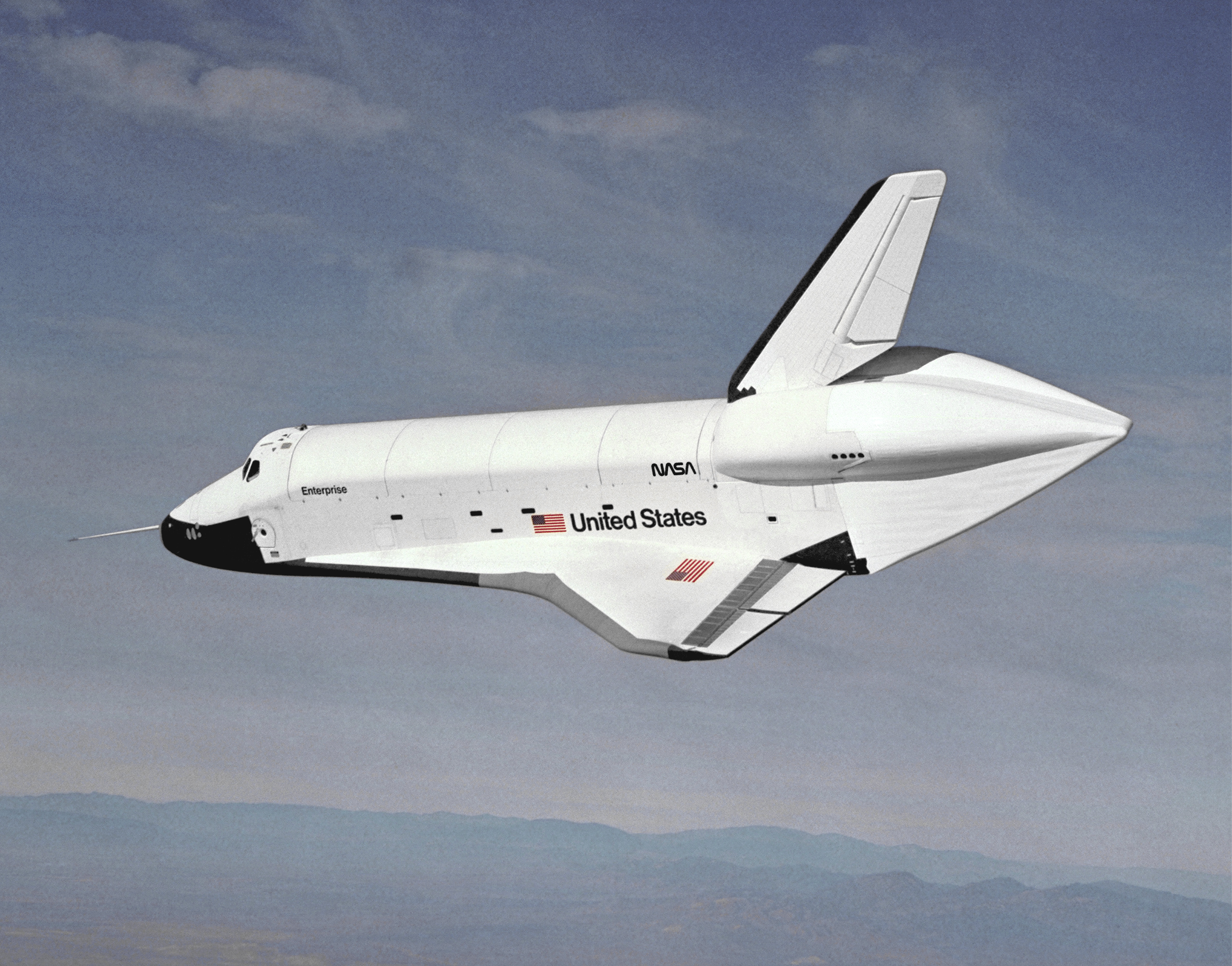
«Энтерпрайз» — испытательный полёт.

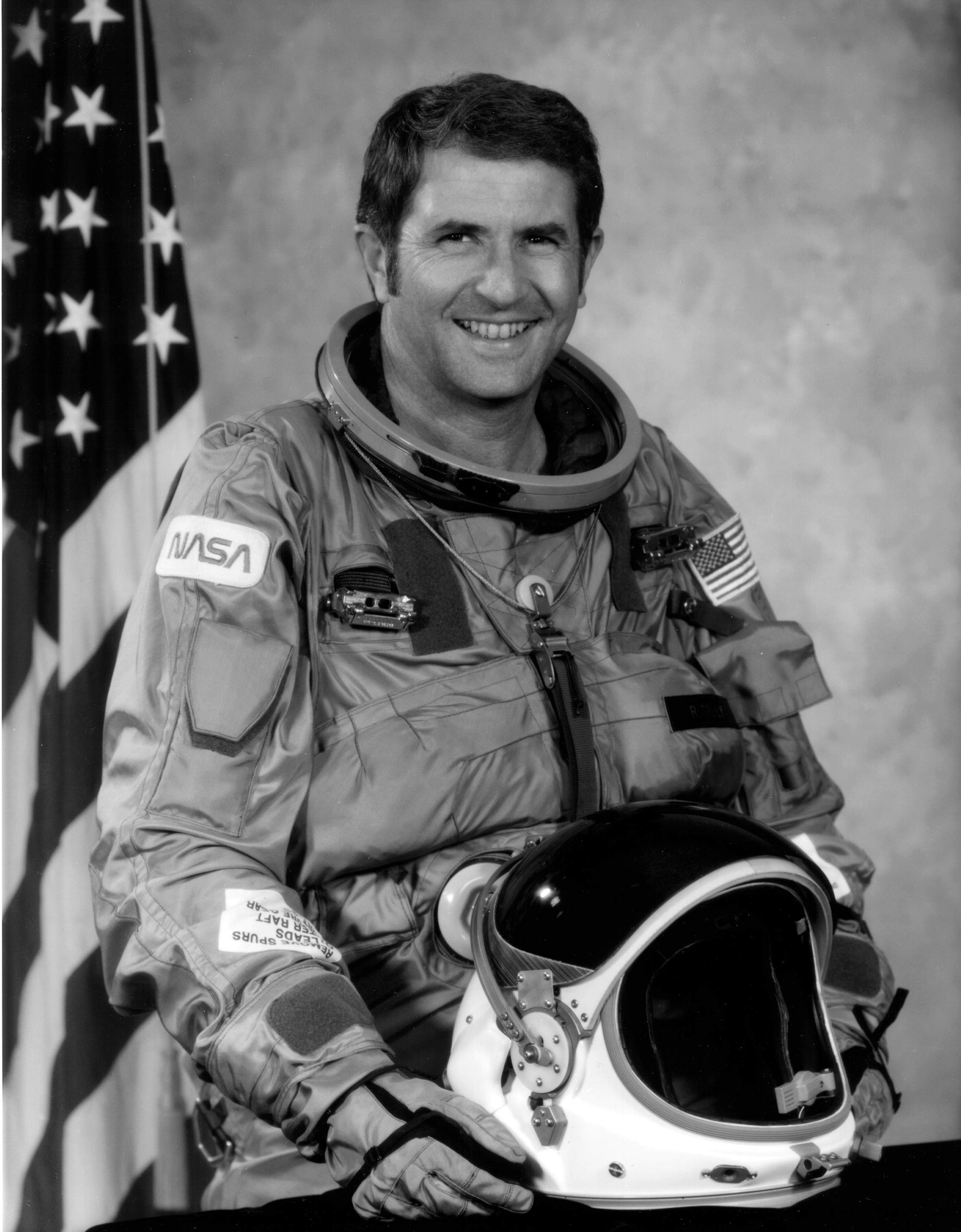
Р. Трули 1 июля 1989 года.

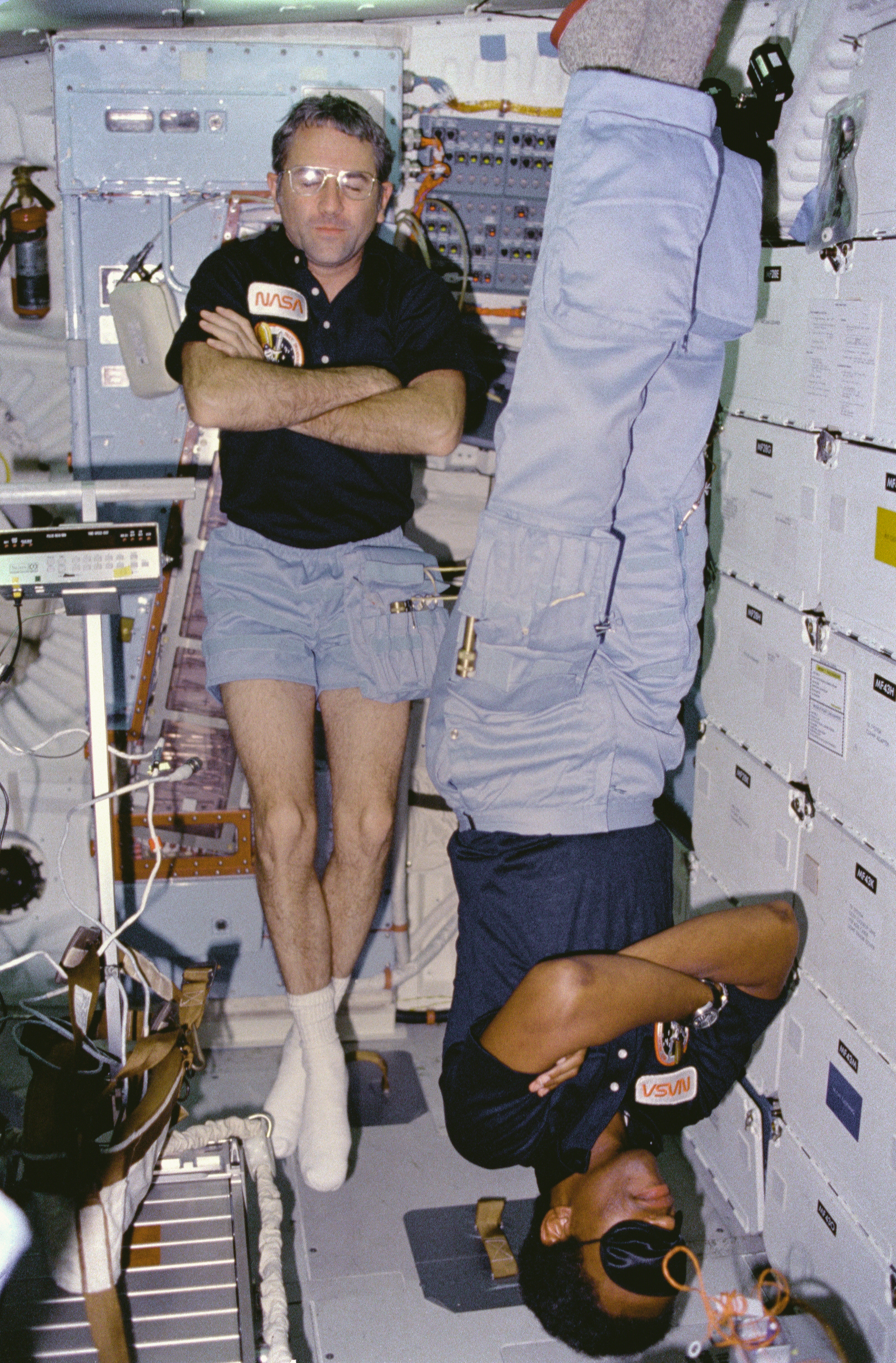
STS-8: Трули (слева) и Блуфорд.

Родился 12 ноября 1937 года в городе Файетт, штат Миссисипи. Окончил среднюю школу в городе Меридиан в том же штате. В 1959 году Трули окончил Технологический институт, в Атланте, штат Джорджия, и получил степень бакалавра наук по авиационной технике.

## Военная карьера
В 1959 году был призван на службу в ВМС США. После окончания лётной школы 7 октября 1960 года Трули стал военно-морским летчиком. Служил пилотом самолёта F-8 Crusaders в 33-й истребительной эскадрилье на борту авианосцев USS Intrepid и USS Enterprise, совершил более 300 приземлений на их палубы, общий налёт составляет более 7 500 часов. В 1963 году поступил в Аэрокосмическую школу пилотов-исследователей на авиабазе Эдвардс в Калифорнии. По окончании и до зачисления в отряд «Пилотируемой орбитальной лаборатории» (MOL) работал инструктором в Школе. Вышел в отставку в 1989 году в звании вице-адмирала ВМС.

## Космическая подготовка
В ноябре 1965 года был одним из восьми пилотов, отобранных по программе MOL (третий набор астронавтов ВВС, первый набор по программе MOL). После расформирования отряда MOL, в августе 1969 года был зачислен в отряд астронавтов НАСА в составе 7-го набора астронавтов. Был оператором связи с экипажем (CapCom) во время всех трёх пилотируемых полётов по программе Скайлэб и во время совместного полёта по программе «Союз — Аполлон» в 1975 году. В 1973 году был включён в один из экипажей поддержки (вместе с Кэролом Бобко) корабля Аполлон во время выполнения совместного полёта по программе «Союз-Аполлон» в качестве пилота командного модуля. Во время полёта работал оператором связи с экипажем (CapCom) в Центре управления в Хьюстоне. После начала работ по программе «Спейс шаттл» прошёл подготовку в качестве пилота шаттла. Входил в состав одного их двух экипажей, проводивших в 1977 году испытательные полёты (Approach and Landing Test — ALT) шаттла Энтерпрайз в атмосфере при сбрасывании с самолёта Боинг-747 на высоте в 25000 футов (7 620 м). Был назначен пилотом в дублирующий экипаж во время первого испытательного полёта шаттла Колумбия STS-1 и пилотом в основной экипаж второго испытательного полёта STS-2.

## Космические полёты
- Первый полёт — STS-2[5], шаттл «Колумбия». Это первый полёт, в котором повторно использовался пилотируемый космический корабль и впервые проведено тестирование канадского манипулятора «Канадарм». Стартовал в космос 12 ноября, приземление — 14 ноября 1981 года в качестве пилота шаттла. Продолжительность полёта составила 2 суток 06 часов 13 минут[6].
- Второй полёт — STS-8[7], шаттл «Челленджер». Вывод на орбиту телекоммуникационного спутника INSAT-1B. Полёт — с 30 августа по 5 сентября 1983 года в качестве командира экипажа. Продолжительность полёта составила 6 суток 1 час 09 минут[8].

## После полётов
С 1 октября 1983 по февраль 1986 года был первым командующим новообразованного Космического командования ВМС США в Дэлгрене, штат Виргиния. С 1984 года возглавлял морской отдел в космическом командовании США. С 14 мая 1989 по 31 марта 1992 года — Администратор НАСА. Трули — первый астронавт, который возглавил Национальное управление. В 1992 году после ухода из НАСА, Трули вернулся к прежней работе, став вице-президентом Технологического института Джорджии. Одновременно с этим он работал директором Института технологических исследований Джорджии. С мая 1997 года работал директором «Национальной лаборатории возобновляемых источников энергии» Научно-исследовательского института Среднего Запада (при Министерстве энергетики США). Одновременно с этим являлся исполнительным вице-президентом института.

## Награды
Медаль Министерства обороны «За выдающуюся службу» (США), медаль «За отличную службу», дважды — орден «Легион почёта», Крест лётных заслуг, медаль «За похвальную службу», медаль «За выдающуюся службу», дважды — медаль «За космический полёт», дважды — медаль «За исключительные заслуги», Президентская «Медаль Гражданину». Его имя внесено в Зал славы американских астронавтов.

## Семья
Жена — Коллин «Коди» Хэннер, у них трое сыновей: Майк, Дэн и Ли.